# 萝拉·尤达谢娃
萝拉·尤达谢娃（羅馬化：Lola Yoʻldosheva，1985年9月4日—）是烏茲別克的女歌手、演員與作曲者。她早年以「瑪雅」（Maya）為藝名，演唱俄語與烏茲別克語歌曲。

## 職業生涯
2003年萝拉·尤达谢娃以〈我的愛〉（Muhabbatim）一曲走紅，2004年首次出演電影，2005年出演喜劇片〈移民新郎〉（Kelgindi kuyov）。
2004年與2005年萝拉獲頒塔羅納獎（Tarona）的最佳舞台服裝獎，2005年並獲最佳歌手獎。

### 爭議
2015年，烏茲別克政府的音樂審查機構Uzbeknavo對萝拉發出警告，指她同年2月在歌手雷洪·加涅涅瓦演唱會上穿著紅色露背裝演出「違反該國社會的價值觀」。隨後Uzbeknavo進一步發布命令禁止女歌手在公開場合穿著露肩或大腿的服飾，並禁止在演出時做出有性暗示的動作。該國副總理與婦女委員會主委Elmira Bositkhonova發言嚴厲批評女歌手的穿著與歌曲內容，7月14日萝拉·尤达谢娃的演出執照遭到吊銷。
2019年11月萝拉在個人Youtube頻道上發布單曲〈告訴我你的愛〉（Sevgingni menga ayt）的MV，批評烏茲別克政府對演藝人員的審查，該影片隨後爆紅，被許多粉絲與公眾人物（包括演員阿里·哈姆拉耶夫）譽為「革命性的社會抗議」，政府官員則抨擊該影片，指所有影片、歌曲均應符合烏茲別克社會的價值觀。

## 個人生活
2005年10月蘿拉首次結婚而暫時退出歌壇，2年後生下女兒沙欣（Shahin），後來又生下兒子紹赫迪爾（Shokhdier），2011年兩人離婚後蘿拉重歸歌壇。2016年蘿拉再婚，2020年又生下一子。

## 外部連結
- Official YouTube channel （页面存档备份，存于）
- Official Instagram page （页面存档备份，存于）